# لورينزو أمورسو
لورينزو أمورسو (بالإيطالية: Lorenzo Amoruso)‏ (28 يونيو 1971 بباري في إيطاليا - ) هو لاعب كرة قدم إيطالي في مركز الدفاع. شارك مع منتخب إيطاليا تحت 21 سنة لكرة القدم. أما مع النوادي، فقد لعب مع بلاكبيرن روفرز وفيورنتينا ونادي باري ونادي بيسكارا ونادي رينجرز ونادي مانتوفا وفيس بيزارو 1898 ‏ وS.S. Cosmos ‏.

## وصلات خارجية
- لورينزو أمورسو على موقع قاعدة بيانات كرة القدم.إي يو (الإنجليزية)
- لورينزو أمورسو على موقع Soccerbase.com (لاعب) (الإنجليزية)
- لورينزو أمورسو على موقع Soccerway.com (الإنجليزية)
- لورينزو أمورسو على موقع عالم كرة القدم.نت (الإنجليزية)